# إلمر داير
إلمر داير (بالإنجليزية: Elmer Dyer)‏ هو مصور سينمائي أمريكي، ولد في 24 أغسطس 1892 في لورانس في الولايات المتحدة، وتوفي في 8 فبراير 1970 في هوليوود في الولايات المتحدة.

## وصلات خارجية
- إلمر داير على موقع IMDb (الإنجليزية)
- إلمر داير على موقع ألو سيني (الفرنسية)
- إلمر داير على موقع أول موفي (الإنجليزية)
- إلمر داير على موقع قاعدة بيانات الأفلام السويدية (السويدية)
- إلمر داير على موقع قاعدة بيانات الفيلم (الإنجليزية)
- إلمر داير على موقع كينوبويسك (الروسية)